# TAFTIE

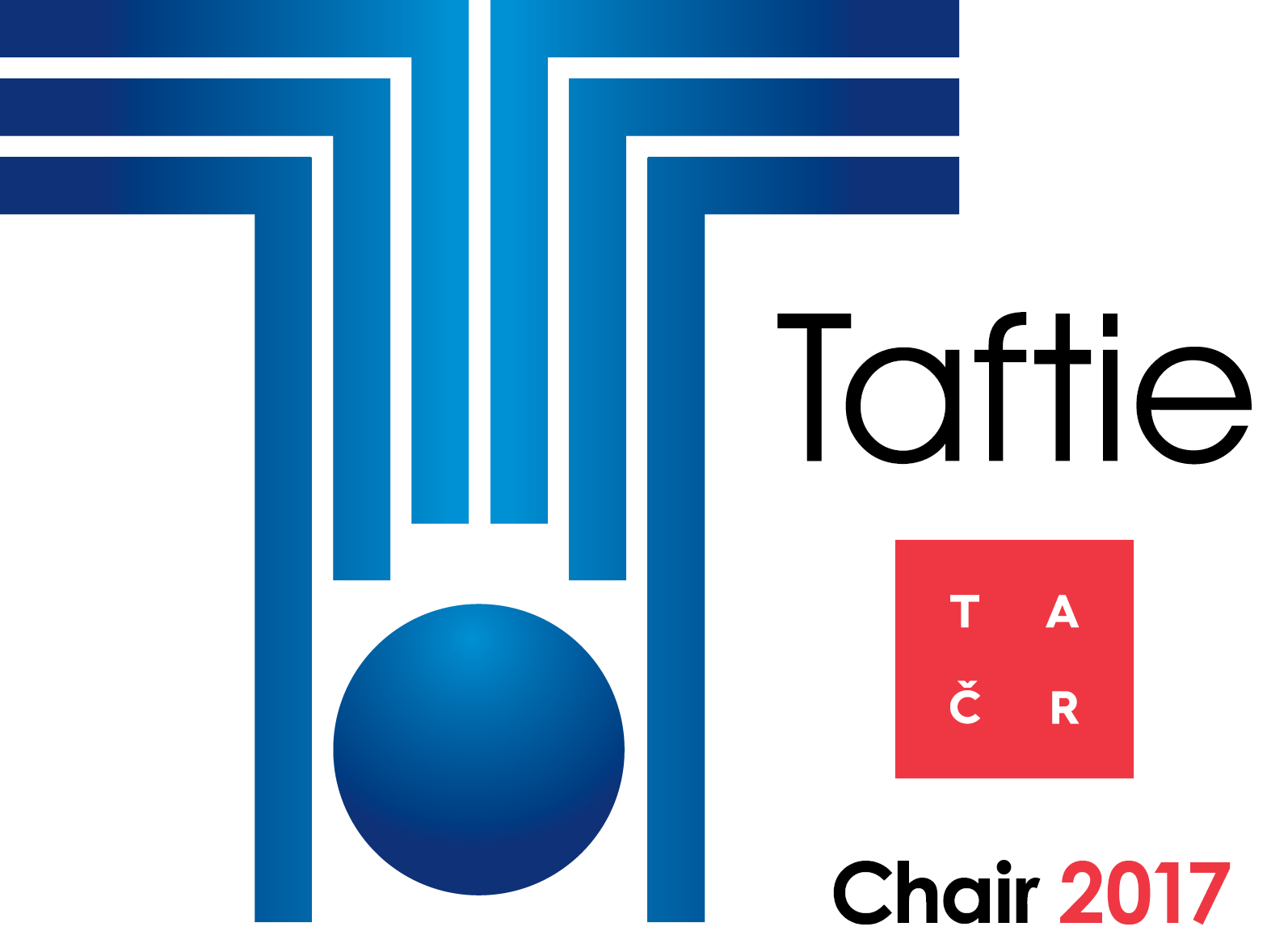
Společné logo TAFTIE a TA ČR pro předsednictví v roce 2017

TAFTIE je Evropská síť inovačních agentur (anglicky: The European Network of Innovation Agencies). Vznikla v roce 1992. Cílem této organizace je podpořit spolupráci národních agentur, uskutečňujících národní technologické programy. Umožňuje národním organizacím sdílet nejlepší práce ve výzkumu, vývoji a inovacích a spolupracovat na evropské úrovni. Za Českou republiku je členem TAFTIE Technologická agentura ČR, která se do práce TAFTIE zapojila v prosinci 2010.
Síť TAFTIE sdružuje 30 organizací z 28 evropských států. Mezi nejznámější patří například rakouská FFG, finská agentura TEKES, izraelský MATIMOP, polská agentura PARP, dánská DASTI a další. TAFTIE také úzce spolupracuje se zahraničními partnery. Těmi jsou FINEP (Brazílie), KIAT (Korea), NRC (Kanada) a NEDO (Japonsko). V květnu 2016 se členy TAFTIE staly portugalská agentura ANI a slovinská agentura SPIRIT Slovenija.
TAFTIE funguje na principu rotačního předsednictví. V roce 2015 předsedala TAFTIE německá agentura VDI/VDE-IT, v roce 2016 předsedá francouzská agentura Bpifrance. V roce 2017 bude TAFTIE předsedat TA ČR. Agentury ukončeného, aktuálního a nadcházejícího předsednictví tvoří tzv. trojku.

## Seznam členských agentur TAFTIE
| Zkratka                                  | Plný název                                                                                   | Země               |
| ANI                                      | Agência Nacional de Inovação                                                                 | Portugalsko        |
| Bpifrance                                |                                                                                              | Francie            |
| CDTI                                     | Centro para el Desarrollo Tecnológico Industrial                                             | Španělsko          |
| CTI KTI                                  | The Swiss Innovation Agency                                                                  | Švýcarsko          |
| DASTI                                    | Danish Agency for Science, Technology and Innovation                                         | Dánsko             |
| ENTERPRISE ESTONIA                       | Enterprise Estonia                                                                           | Estonsko           |
| ENEA                                     | Ente per le Nuove Tecnologie, I'Energia e l'Ambiente                                         | Itálie             |
| Enterprise Ireland (EI)                  | Enterprise Ireland (EI)                                                                      | Irsko              |
| FFG                                      | The Austrian Research Promotion Agency                                                       | Rakousko           |
| HAMAG-BICRO                              | Croatian Agency for SMEs, Innovations and Investments                                        | Chorvatsko         |
| IAPMEI                                   | Instituto de Apoio às Pequenas e Médias Empresas e à Inovação                                | Portugalsko        |
| IFS                                      | Innovation Fund Serbia                                                                       | Srbsko             |
| Flanders Innovation and Entrepreneurship |                                                                                              | Belgie             |
| Luxinnovation                            | National Agency for Innovation and Research                                                  | Lucembursko        |
| MATIMOP                                  | The Israeli Industry Center for R&D                                                          | Izrael             |
| MITA                                     | Agency for Science, Innovation and Technology                                                | Litva              |
| NIH                                      | The National Office for Research and Technology                                              | Maďarsko           |
| Netherlands Enterprise Agency            | Rijksdienst voor Ondernemend Nederland                                                       | Nizozemsko         |
| PARP                                     | Polish Agency for Enterprise Development                                                     | Polsko             |
| PtJ                                      | Project Management Jülich                                                                    | Německo            |
| RANNIS                                   | The Icelandic Centre for Research                                                            | Island             |
| RCN                                      | The Research Council of Norway                                                               | Norsko             |
| SIEA                                     | Slovak Innovation & Energy Agency                                                            | Slovensko          |
| SPIRIT                                   | Public Agency for Entrepreneurship, Internationalization, Foreign Investments and Technology | Slovinsko          |
| TA ČR                                    | The Technology Agency of the Czech Republic                                                  | Česká republika    |
| TEKES                                    | Finnish Funding Agency for Technology and Innovation                                         | Finsko             |
| Innovate UK                              |                                                                                              | Spojené království |
| TTGV                                     | Türkiye Teknoloji Gelistirme Vakfi                                                           | Turecko            |
| VDI/VDE-IT                               | VDI/VDE Innovation + Technik GmbH                                                            | Německo            |
| VINNOVA                                  | Swedish Agency for Innovation Systems.                                                       | Švédsko            |

## Mezinárodní partneři TAFTIE
| Zkratka | Plný název                                                    | Země     |
| ------- | ------------------------------------------------------------- | -------- |
| FINEP   |                                                               | Brazílie |
| KIAT    | Korea Institute for Advancement of Technology                 | Korea    |
| NRC     | The National Research Council of Canada                       | Kanada   |
| NEDO    | New Energy and Industrial Technology Development Organization | Japonsko |